# 貝雷什蒂-梅里亞鄉
46°04′27″N 27°55′08″E / 46.0741°N 27.9189°E
貝雷什蒂-梅里亞鄉（羅馬尼亞語：Comuna Berești-Meria, Galați），是羅馬尼亞的鄉份，位於該國東部，由加拉茨縣負責管轄，面積108平方公里，海拔高度191米。

## 人口相关
2007年人口4,249，人口密度每平方公里39人。